# Formazioni di VolleyLigaen danese di pallavolo femminile 2010-2011
Formazioni delle squadre di pallavolo partecipanti alla stagione 2010-2011 del campionato di VolleyLigaen.